# Gianni Zanasi
Gianni Zanasi (* 6. August 1965 in Vignola, Provinz Modena) ist ein italienischer Drehbuchautor und Regisseur von Kinofilmen.
Nach einem Philosophie-Studium an der Universität Bologna nahm Zanasi Ende der 1980er-Jahre eine filmische und theatralische Ausbildung auf, im Rahmen derer er 1992 einen Abschluss an der Filmhochschule Centro Sperimentale di Cinematografia in Rom erwarb.
Sein erster programmfüllender Film, Nella mischia (dt. Nahkampf), wurde 1994 fertiggestellt und im folgenden Jahr bei den Filmfestspielen von Cannes präsentiert. Die bislang kommerziell erfolgreichste Produktion Zanasis ist die Komödie Non pensarci (dt. Nicht dran denken), die nach der Vorstellung auf verschiedenen Filmfestivals seit Anfang 2008 in mehreren Ländern verliehen wird.

## Filmografie
Jeweils als Drehbuchautor und Regisseur:
- 1993: Le Belle prove
- 1994: Nella mischia
- 1999: A domani
- 1999: Fuori di me
- 2007: Nicht dran denken (Non pensarci)